# Ігор Маципура
І́гор Маципу́ра (Igor Macypura; *10 квітня 1985, Київ, УРСР, СРСР) — словацький, український та американський фігурист (до 2005 року офіційно виступав за США), що виступає у чоловічому одиночному фігурному катанні.
Триразовий чемпіон першості з фігурного катання Словаччини (2005, 2007 і 2008 роки), неодноразовий учасник Чемпіонатів Європи (найкраще досягнення — 16-е місце 2009 року) і світу (найбільший успіх — 21-і місця у 2007 і 2008 роках), інших міжнародних турнірів з фігурного катання.

## Спортивні досягнення
(за Словаччину)
| Змагання/Сезон                               | 2004/2005 | 2005/2006 | 2006/2007 | 2007/2008 | 2008/2009 |
| -------------------------------------------- | --------- | --------- | --------- | --------- | --------- |
| Чемпіонати світу з фігурного катання         |           | 27        | 21        | 21        | 24        |
| Чемпіонати Європи з фігурного катання        |           | 30        | 17        | 33        | 16        |
| Чемпіонати Словаччини з фігурного катання    | 1         |           | 1         | 1         |           |
| Етапи серії Гран-Прі: «Trophee Eric Bompard» |           |           |           |           | 10        |
| Етапи серії Гран-Прі: «Skate America»        |           |           |           |           | 9         |
| Турніри: «Coupe de Nice»                     |           |           |           |           | 3         |
| Меморіали Карла Шефера                       |           | 8         | 9         |           | 6         |
| Турніри «Nebelhorn Trophy»                   |           |           | 9         | 4         | 13        |
| Меморіали Ондрея Непела                      |           | 10        | 3         | 6         | 6         |
| Турніри «Triglav Trophy»                     |           |           |           | 2         |           |

(за США)
| Змагання/Сезон                     | 2000/2001 | 2001/2002 | 2002/2003 | 2003/2004 |
| ---------------------------------- | --------- | --------- | --------- | --------- |
| Чемпіонати США з фігурного катання | 3 N.      |           |           | 8 J.      |
| Турніри: Pacific Coast Sectional   |           | 7 J.      | 6 J.      | 2 J.      |
| Турніри: Central Pacific Regional  |           | 2 J.      | 1 J.      | 2 J.      |

- N = дитячий рівень; J = юніорський рівень